# Ugljan (naselje)
Ugljan je večje naselje s pristaniščem na otoku Ugljanu (Hrvaška), ki upravno spada pod občino Preko Zadrske županije.

## Geografija
Naselje leži na severozahodni obali otoka, okoli 11 km severozahodno od Preka s katerim je povezan s cesto. V okolici je več zalivčkov, od katerih po lepoti izstopajo Ćinta, Mostir in Luka u Mulinah.
V pristanu, ki ga zapira valobran, na koncu katerega stoji svetilnik, lahko pristajajo plovila z ugrezom manjšim od treh metrov., vendar samo na začetku, ker se potem globina morja proti obali niža vse do globine enega metra. Svetilnik na koncu valobrana oddaja svetlobni signal: R Bl(2) 5s.

## Naselja
Poleg naselja Ugljan je h kraju  dodanih še osem zaselkov, ti so: Muline, Čeprljanda, Lučino Selo Batalaža, Sušica, Gornje Selo, Guduće, Fortošina in Varoš.

## Prebivalstvo
V naselju stalno živi okoli 2000 prebivalcev.
| Pregled števila prebivalcev po letih | Pregled števila prebivalcev po letih | Pregled števila prebivalcev po letih | Pregled števila prebivalcev po letih | Pregled števila prebivalcev po letih | Pregled števila prebivalcev po letih | Pregled števila prebivalcev po letih | Pregled števila prebivalcev po letih | Pregled števila prebivalcev po letih | Pregled števila prebivalcev po letih | Pregled števila prebivalcev po letih | Pregled števila prebivalcev po letih | Pregled števila prebivalcev po letih | Pregled števila prebivalcev po letih | Pregled števila prebivalcev po letih |
| ------------------------------------ | ------------------------------------ | ------------------------------------ | ------------------------------------ | ------------------------------------ | ------------------------------------ | ------------------------------------ | ------------------------------------ | ------------------------------------ | ------------------------------------ | ------------------------------------ | ------------------------------------ | ------------------------------------ | ------------------------------------ | ------------------------------------ |
| 1857                                 | 1869                                 | 1880                                 | 1890                                 | 1900                                 | 1910                                 | 1921                                 | 1931                                 | 1948                                 | 1953                                 | 1961                                 | 1971                                 | 1981                                 | 1991                                 | 2001                                 |
| 700                                  | 830                                  | 927                                  | 1012                                 | 1154                                 | 1322                                 | 1643                                 | 1226                                 | 1288                                 | 1184                                 | 1473                                 | 1617                                 | 1136                                 | 1070                                 | 1316                                 |

## Gospodarstvo
Prebivalci se ukvarjajo s turizmom poljedelstvom, ribolovom, vinogradništvom in pridelavo olčnega olja.

## Zgodovina
Kraj je naseljen že od mlajše kamene dobe dalje, kar dokazujejo najdbe stare preko 3000 let. Prvi pisni viri omenjajo naselje Plinje, ki je ležalo nasproti Zadra na otoku Lissa. Prvi znani prebivalci so bili ilirsko pleme Liburni, ki so v 4. stoletju pr. n. št. postavili prvo naselbino.
Na rtu ob pristanišču stoji frančiškanski samostan z enoladijsko gotsko cerkvijo sv. Jerolima, postavljen 1447. V samostanskem dvorišču stoji epitaf, postavljen v zahvalo ustanovitelju glagoliške tiskarne na Reki Šimi Kožičiću Benji.
Pri zaselku Muline so bili odkriti ostanki rimskih gospodarskih poslopij z vodnimi rezervoarji in oljarno, starokrščansko pokopališče iz 6. stoletja in mavzolej s talnimi mozaiki ter freskami iz 5. stoletja.